# باغناری
باغناری (به لاتین: Baghnari) یک منطقهٔ مسکونی در گرجستان است که در ناحیه گاگرا واقع شده‌است. باغناری ۳۲۰ نفر جمعیت دارد و ۲۳۰ متر بالاتر از سطح دریا واقع شده‌است.